# Go to the sugar altar (álbum)
Go to the sugar altar es el nombre del primer álbum musical de la banda The Kelley Deal 6000. Fue lanzado a mediados de 1995 cuando en esa época, Kelley Deal salía de rehabilitación y se unió nuevamente a la música, ya que era miembro de The Breeders. Estaba producido por la misma cantante y por la discográfica Nice Records. 

## Lista de canciones
1. "Canyon" (Kelley Deal) – 3:10
2. "How About Hero" (Kelley Deal/Jesse Colin Roff) – 2:43
3. "Dammit" (Kelley Deal/Jesse Colin Roff) – 2:40
4. "Sugar" (Kelley Deal/Dave Shouse)– 4:17
5. "A Hundred Tires" (Kelley Deal) – 1:48
6. "Head Of The Cult" (Kelley Deal) – 1:51
7. "Nice" (Kelley Deal/Jesse Colin Roff) – 3:31
8. "Trixie Delicious" (Kelley Deal/Jimmy Flemion/Dave Shouse/Jesse Colin Roff)– 3:12
9. "Marooned" (Kelley Deal) – 2:08
10. "Tick Tock" (Kelley Deal/Jimmy Flemion) – 2:00
11. "Mr. Goodnight" (Kelley Deal/Jesse Colin Roff) – 3:36

## Miembros
- Kelley Deal ; vocalista y uso de guitarra
- Nick Hook ; tambor y batería
- Marty Nedich ; Bajo eléctrico
- Steve Salet ; guitarra

## Otros miembros
- Jimmy Flemion: Vocalista, Guitarra
- Jason Orris: tambor, guitarra
- Jesse Colin Roff: tambor, Guitarra, Trompeta, Castañuelas
- Dave Shouse: Órgano Hammond, Lap steel, Bajo eléctrico